# Wohnhausgruppe Fesenfeld
Die Wohnhausgruppe Fesenfeld in Bremen, Stadtteil Östliche Vorstadt, Ortsteil Fesenfeld, Fesenfeld 86–104, entstand 1897 bis 1900. Diese Gebäudegruppe steht seit 1973 unter Bremer Denkmalschutz.
Die Straße Fesenfeld führt in Nord-Süd-Richtung von der Bismarckstraße über die Feldstraße, Humboldtstraße, Friesenstraße zu der Straße Vor dem Steintor. Sie wurde 1869 angelegt und benannt nach dem Hof Fesenfeld in der Pagentorner Feldmarkt.

## Geschichte
Die verputzten bzw. verklinkerten, zweigeschossigen Wohnhäuser wurden von 1897 bis 1900 in der Epoche des Historismus für eine Mittelschicht erbaut. Bauherr war für Nr. 90 bis 104 der Kaufmann H. Köhlmoos.

Zum Ensemble gehören die
- verklinkerten Häuser Nr. 94, 96, 100, 102, 104 von unbekannten Planern;
- verputzten Häuser Nr. 86, 88, 90, 92, 98 (Haus Köhlmoos) von unbekannten Planern.

Die zwei- bis viergeschossigen Wohnhäuser von Nr. 1 bis 85, 87, 89, 91, 93, 95, 97, 99, 101, 103 sowie 105 bis 142 stehen nicht unter Denkmalschutz.

Aktuell (2018) werden die Gebäude weitgehend  als Wohnhäuser genutzt.
Der gewählte Häusertyp Bremer Haus wurde in Bremen zwischen der Mitte des 19. Jahrhunderts und den 1930er Jahren errichtet. Typisch ist dabei das Souterrain als Tiefparterre, die tiefe Gebäudeform und der seitliche Eingang.

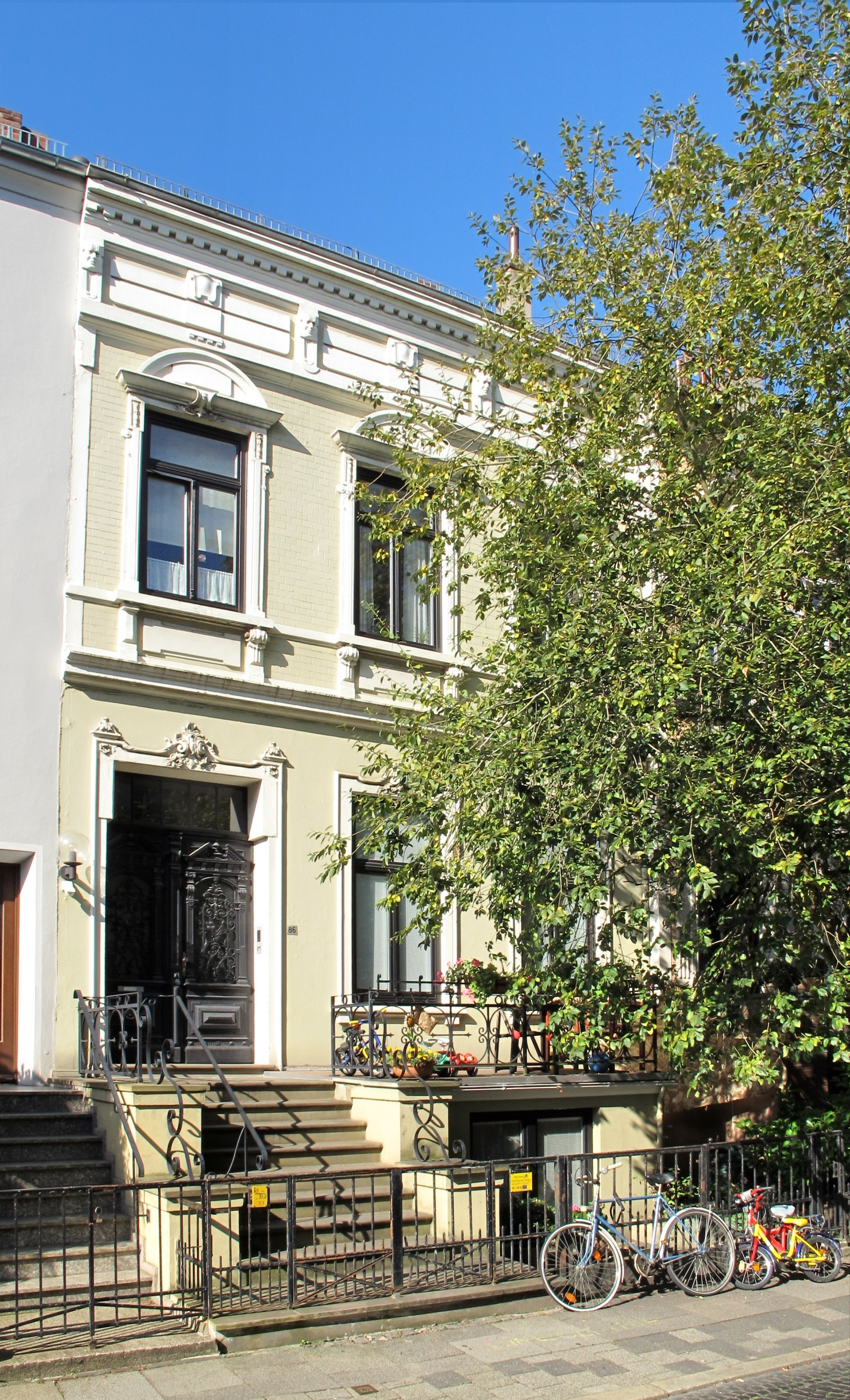
Nr. 86
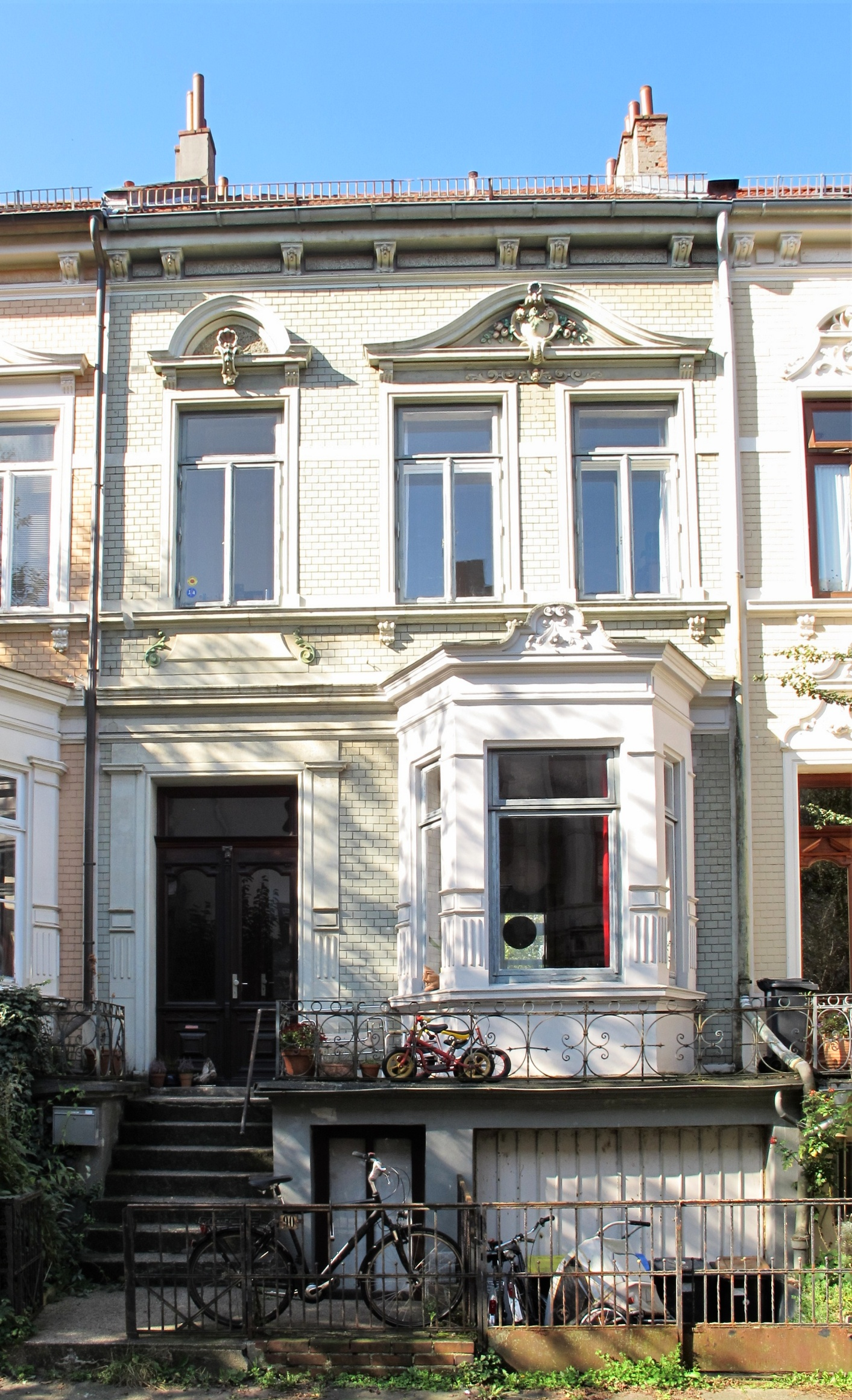
Nr. 90
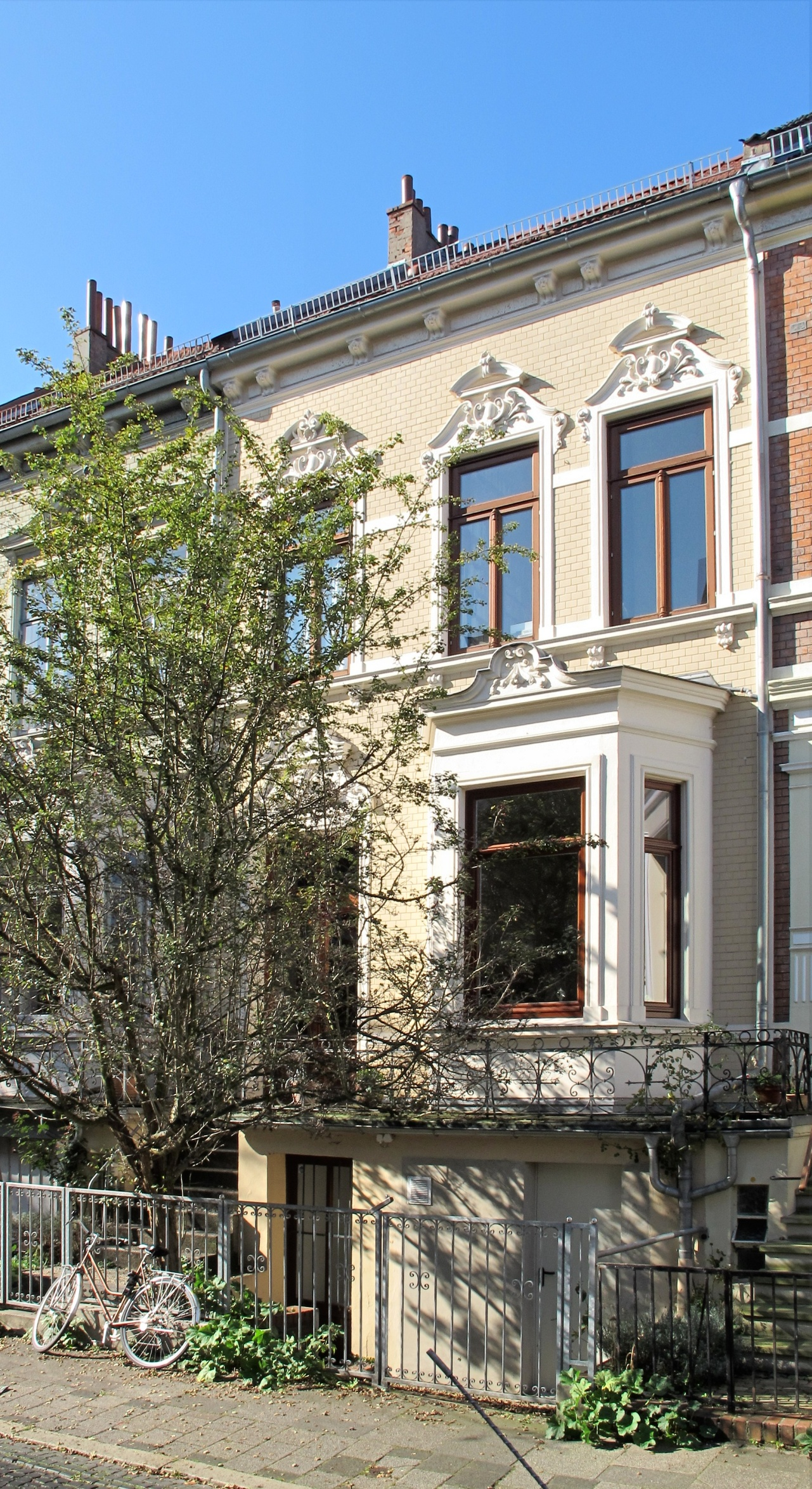
Nr. 92
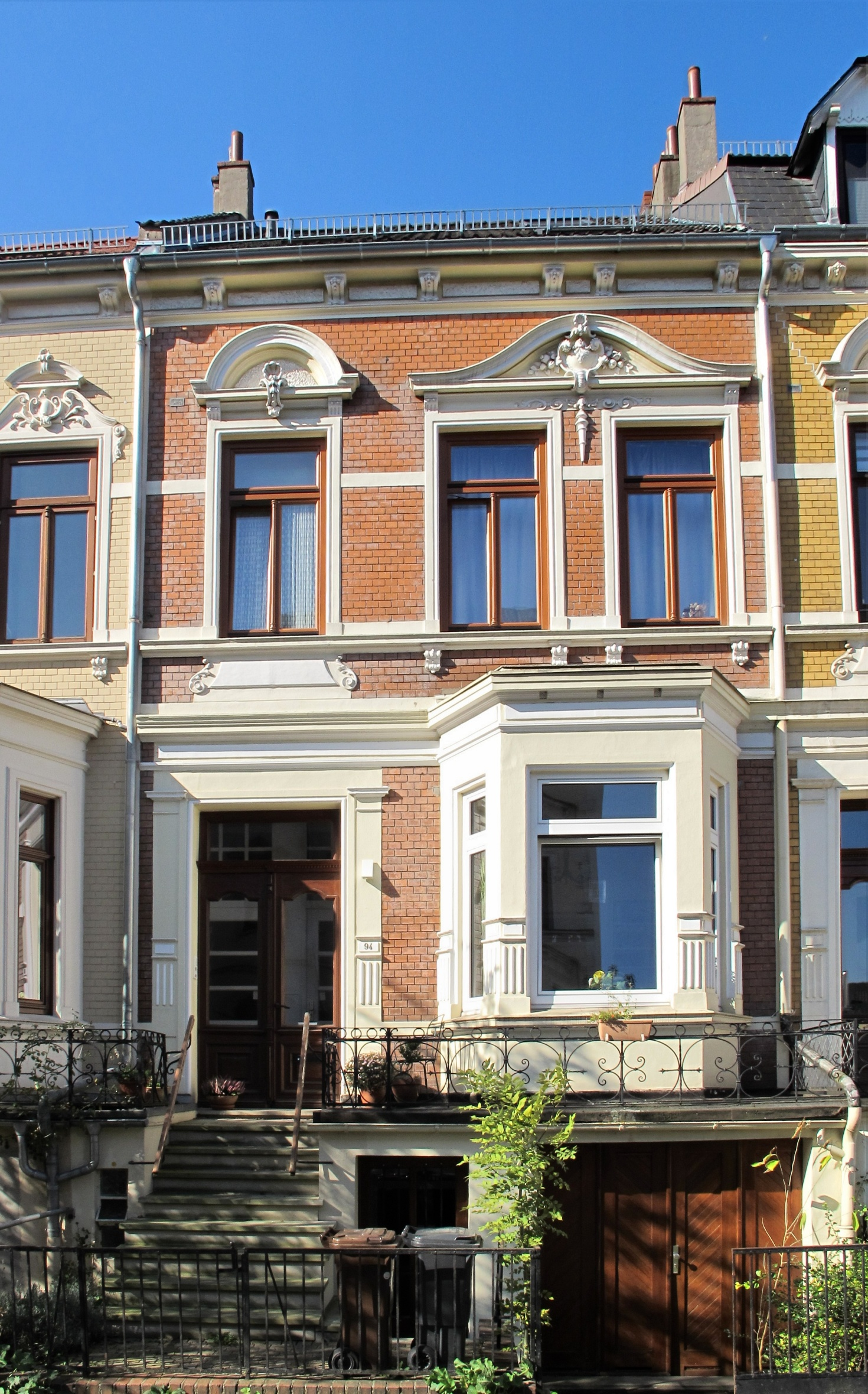
Nr. 94
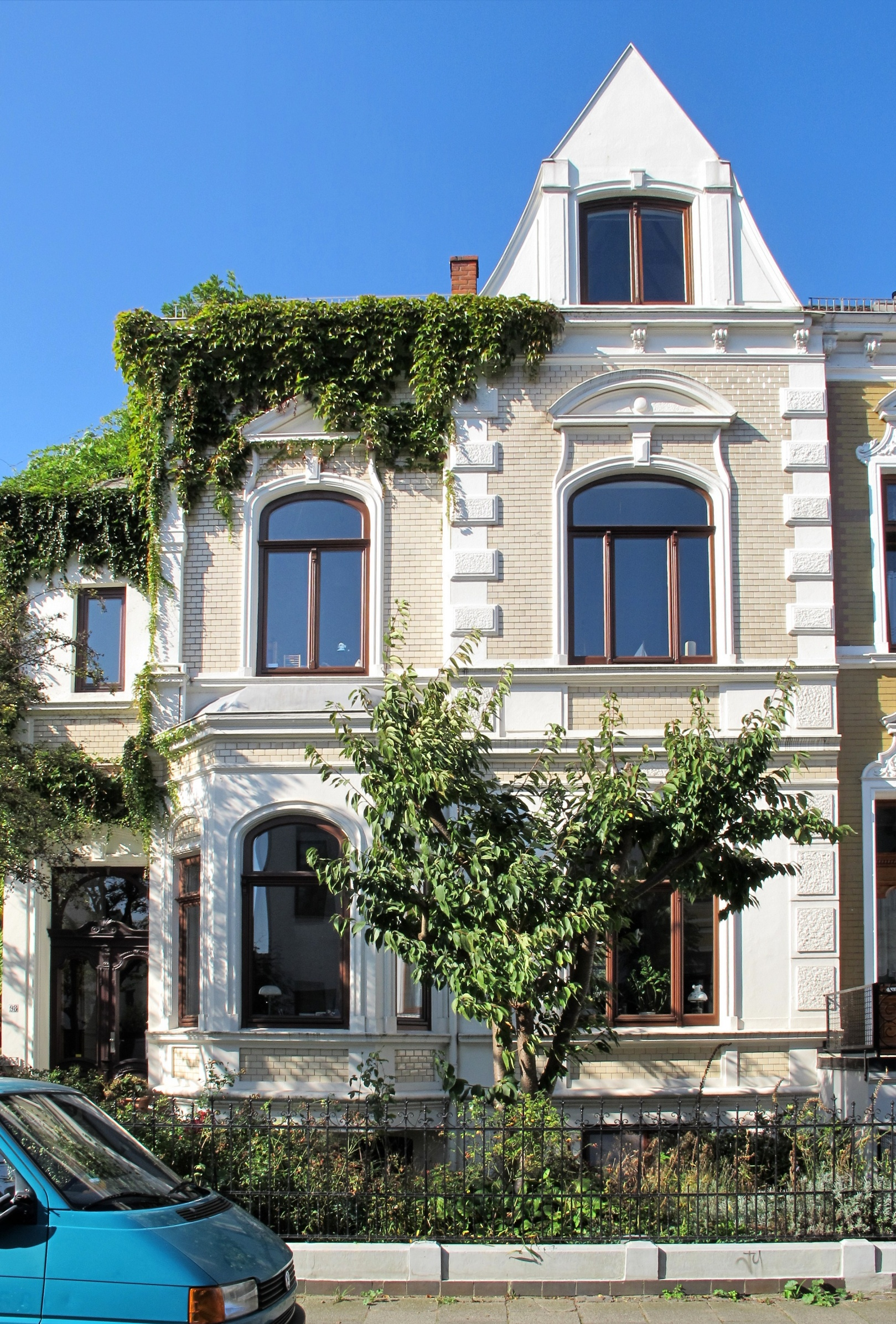
Nr. 98
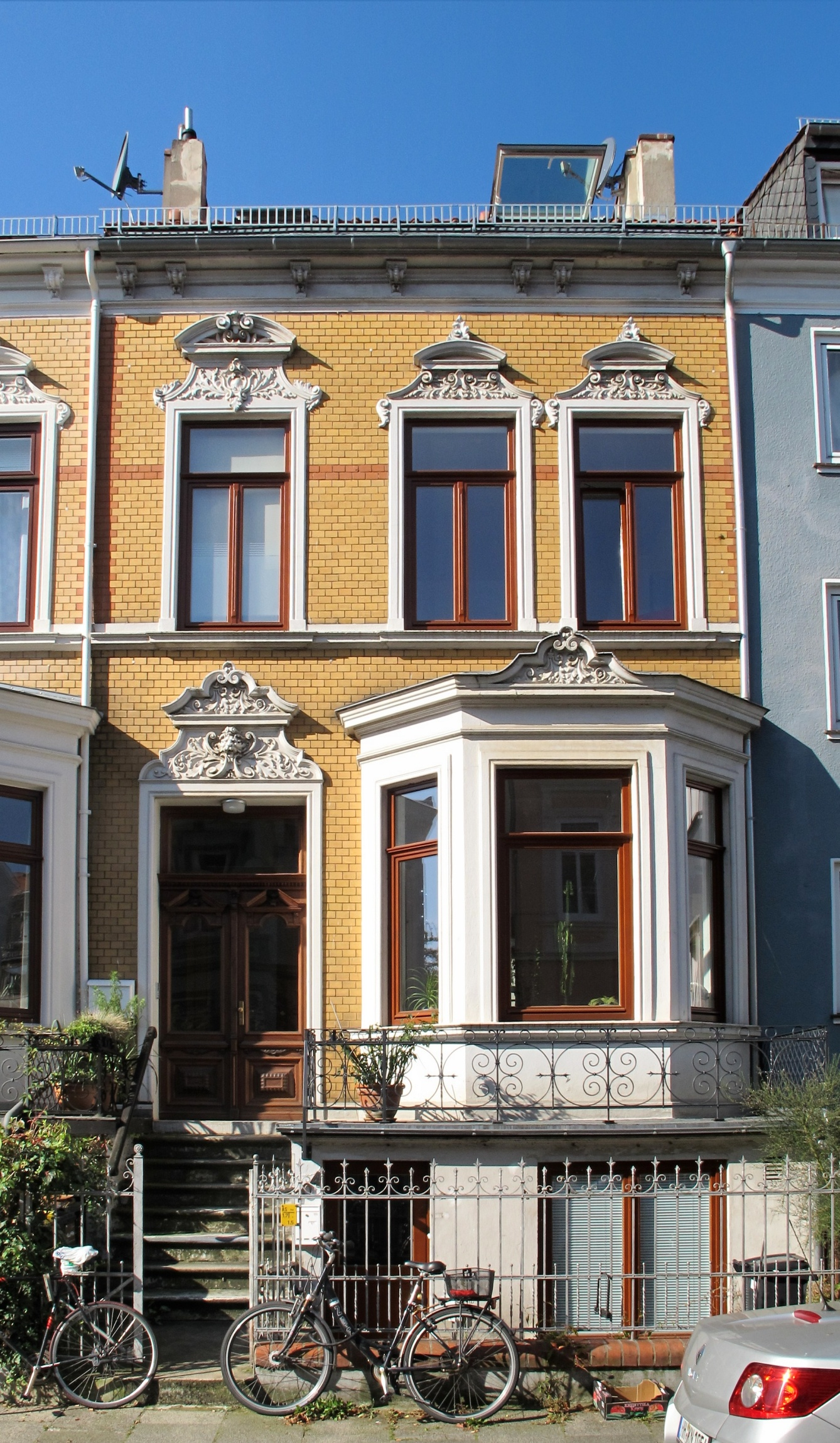
Nr. 104